# 弗氏妊麗魚
弗氏妊麗魚，為輻鰭魚綱鱸形目隆頭魚亞目慈鯛科的其中一種，被IUCN列為瀕危保育類動物，分布於約旦、以色列、敘利亞的約旦河流域，體長可達12.8公分，棲息在沙石底質、植被生長的溪流、湖泊、水塘，以昆蟲幼蟲、端足類等為食，生活習性不明。